# Du Vivier
Du  Vivier, ook Du Vivier de Streel, was een notabele en adellijke familie in de streek van Luik.

## Geschiedenis
- In 1720 verleende keizer Karel VI erfelijke adel aan Jean-François du Vivier en vergunning om het partikel de voor zijn naam te plaatsen. De vergunning werd geregistreerd bij de Geheime Raad in Luik.

## Genealogie
- Louis du Vivier (1771-1818), heer van Streel, x Marie-Thérèse Renoz (1774-1861). Hij was drukker en boekhandelaar.
  - Louis-Antoine du Vivier (°1798), x Anne-Marie Coclers (1806-1861).
    - Louis du Vivier (zie hierna).
    - Jules du Vivier (zie hierna).

  - Charles du Vivier (zie hierna).

## Louis Jules du Vivier
Louis Henri Joseph du Vivier (Luik, 14 januari 1823 - Brussel, 20 december 1881) werd ambtenaar op het ministerie van Openbare Werken. Hij trouwde in 1854 in Elsene met Flore Anrys de la Mouillerie (1827-1856). Het echtpaar bleef kinderloos. In 1863 werd hij impliciet in de erfelijke adel opgenomen, door het erven van zijn oom Charles (zie hierna) van de titel ridder, overdraagbaar bij eerstgeboorte. Bij zijn dood doofde de familie uit.

## Jules Louis du Vivier
Jules Louis Joseph de Vivier (Luik, 24 februari 1826 - Mechelen, 13 december 1865) werd bediende bij de Belgische spoorwegen. Hij bleef vrijgezel. In 1863 werd hij impliciet in de erfelijke adel opgenomen, door het erven van zijn oom Charles (zie hierna) van de titel ridder, overdraagbaar bij eerstgeboorte. 

## Charles Duvivier
Charles Ernest Emmanuel du Vivier, ook du Vivier de Streel, (Luik, 5 november 1799 - 1 februari 1863) werd priester gewijd in het bisdom Luik in 1823 en werd leraar grammatica aan het kleinseminarie van Luik en onderpastoor van de Sint-Jan-de-Evangelistparochie in Luik. In 1834 werd hij pastoor van deze parochie. In 1841 werd hij erkend in de adel en in 1859 kreeg hij de titel ridder. De erkenning en de titel werden vermeld als overdraagbaar op zijn beide neven (zie hierboven). 
Du Vivier was ook politiek actief. In 1823 stichtte hij de antiregeringsgezinde krant Le Conservateur belge. In 1830 behoorde hij tot de Luikse opstandelingen en nam deel aan gevechten in het Sint-Walburgakwartier tijdens de septemberdagen. Hiervoor kreeg hij in 1835 het IJzerkruis.
In het voetspoor van de Parijse volkszanger Pierre-Jean de Béranger, schreef hij volksgedichten. Het bekendste is Li pantalon trawé (1838/1839). Hierin verwoordde hij de gevoelens van een gelaten volksmens die meegesleept werd in de oorlogsmaalstroom, als soldaat van Napoleon, van het Verenigd Koninkrijk der Nederlanden en van het Belgisch koninkrijk en uiteindelijk uitgeput en gekneusd achterbleef terwijl 'die heren met alle mooie posten waren gaan lopen'.
Hij publiceerde nog andere gedichten:
- Quelques chansons wallonnes par l'auteur du Pantalon trawé.
- Poésies wallonnes par l'auteur du Pantalon trawé  (1842).

Hij schreef in het Waalse dialect fabels, nagebootst van de fabels van Jean de La Fontaine.
Hij werd aldus een van de pioniers van het herleven van het Waals en bevestigde dit ook als medestichter van de 'Société de littérature wallonne' (1856), ook al was hij nadien niet altijd akkoord met de door deze vereniging vooropgestelde schrijfwijze.
Hij was daarnaast ook geïnteresseerd in lexicologie en in archeologie. Hij werd ondervoorzitter van de Institut archéologique liégeois. 
Hij publiceerde verschillende pedagogische werken. Zijn Syllabaire chrétien bereikte een oplage van meer dan 500.000 exemplaren.